# سیکله‌تانین
سیکله‌تانین (انگلیسی: Cicletanine) یک داروی دیورتیک فوروپیریدینی است که در درمان فشار خون بالا به کار می‌رود.